# Lac Brûlé (Laurentides)
Pour les articles homonymes, voir Brûlé et Lac Brûlé (homonymie).
Le lac Brûlé est situé juste au Nord-Est de la ville de Sainte-Agathe-des-Monts dans la région des Laurentides au Québec.
Le lac Brûlé est la source de la rivière du Nord qui est son principal émissaire. Ses eaux participent au bassin hydrographique de la rivière des Outaouais et au bassin fluvial du Fleuve Saint-Laurent.